# Brusselse school
De Brusselse School (Frans: L’École de Bruxelles), ook wel Hergé-school genoemd, is een stijl in de striptekenkunst die historisch wordt geassocieerd met het stripweekblad Kuifje, waarvan veel tekenaars in meer of mindere mate gemeenschappelijke grafische en verhalende stijlen volgden, veelal geïnspireerd op het werk van hun grote voorbeeld Hergé. De term ‘Brussels School’ is vermoedelijk voor het eerst gebruikt door Jacques Martin in 1958, in een interview voor de Franse televisie.

## Omschrijving

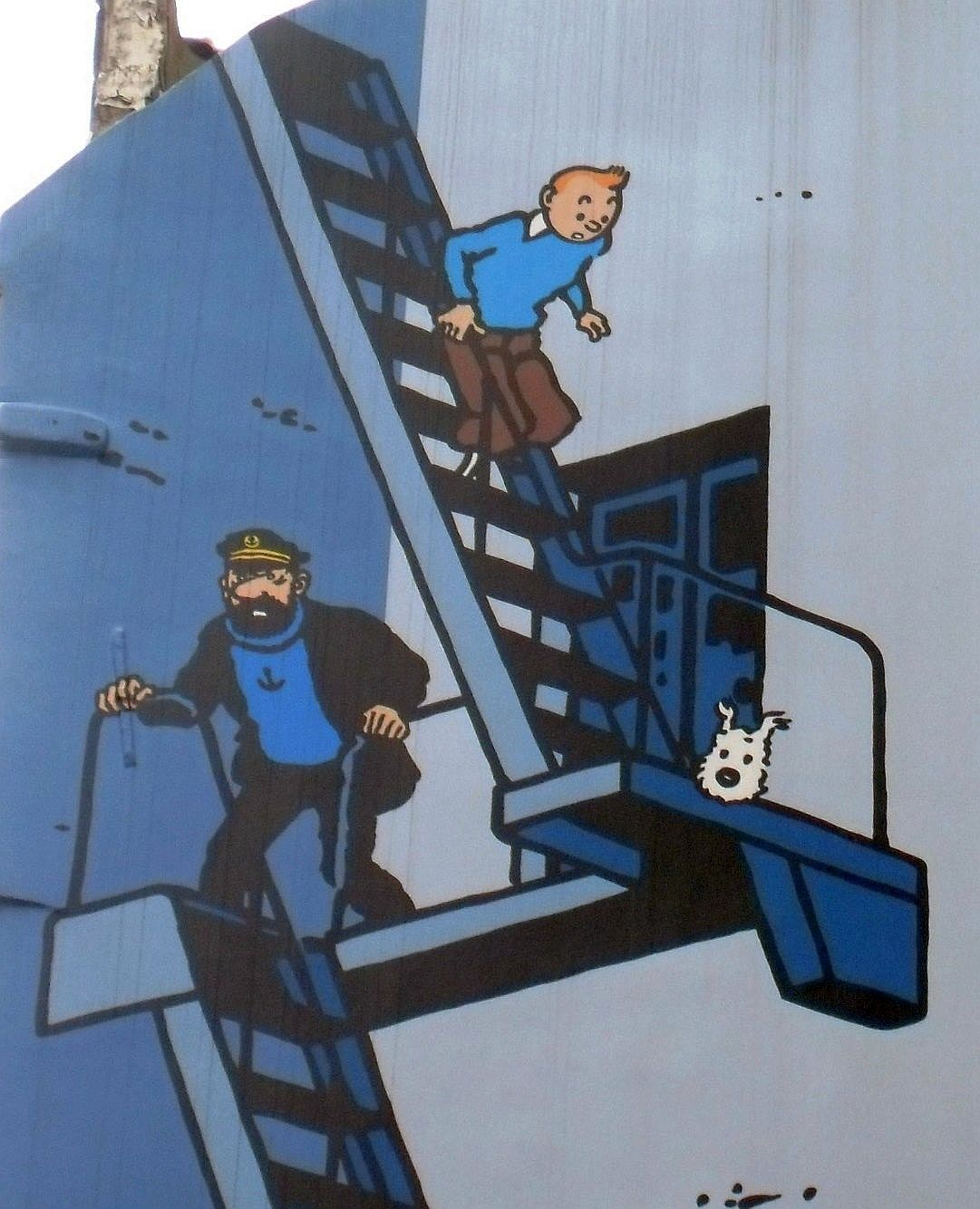
Stripmuur in Brussel met een tekening van Hergé

Veel van de tekenaars van de Brusselse School werkten in een stijl die later "Klare lijn" werd genoemd. Zij onderscheidden zich in de jaren veertig t/m zestig onder andere door een realistische lijn en rechthoekige tekstbalonnen. De scenario's - humoristisch, avontuurlijk of sciencefiction - waren rationeel opgebouwd en hadden een zekere mate van plausibiliteit. Dit in tegenstelling tot de stijl van veel Amerikaanse strips uit dezelfde periode.
Een belangrijke voorloper van de Brusselse school was de tekenaar Alain Saint-Ogan met zijn stripreeks Zig et Puce.
De Brusselse School wordt vaak gezien als tegenhanger van de School van Marcinelle die geassocieerd wordt met uitgeverij Dupuis en het Belgische stripweekblad Robbedoes.

## Bekende tekenaars van de klassieke Brusselse school
- Hergé (De avonturen van Kuifje, Quick en Flupke, Jo, Suus en Jokko)
- Edgar P. Jacobs (Blake en Mortimer)
- Jacques Martin (Alex, Lefranc)
- Bob de Moor (Meester Mus, Barelli en Cori, de scheepsjongen)
- Roger Leloup (Yoko Tsuno)
- Willy Vandersteen (Suske en Wiske, in het bijzonder de verhalen uit de Blauwe reeks)
- Tibet (Chick Bill, Rik Ringers)
- Paul Cuvelier (Corentin)
- François Craenhals (Pom en Teddy)

Jacques Martin, Bob de Moor en Roger Leloup werkten bij Studios Hergé.